# Dingbat

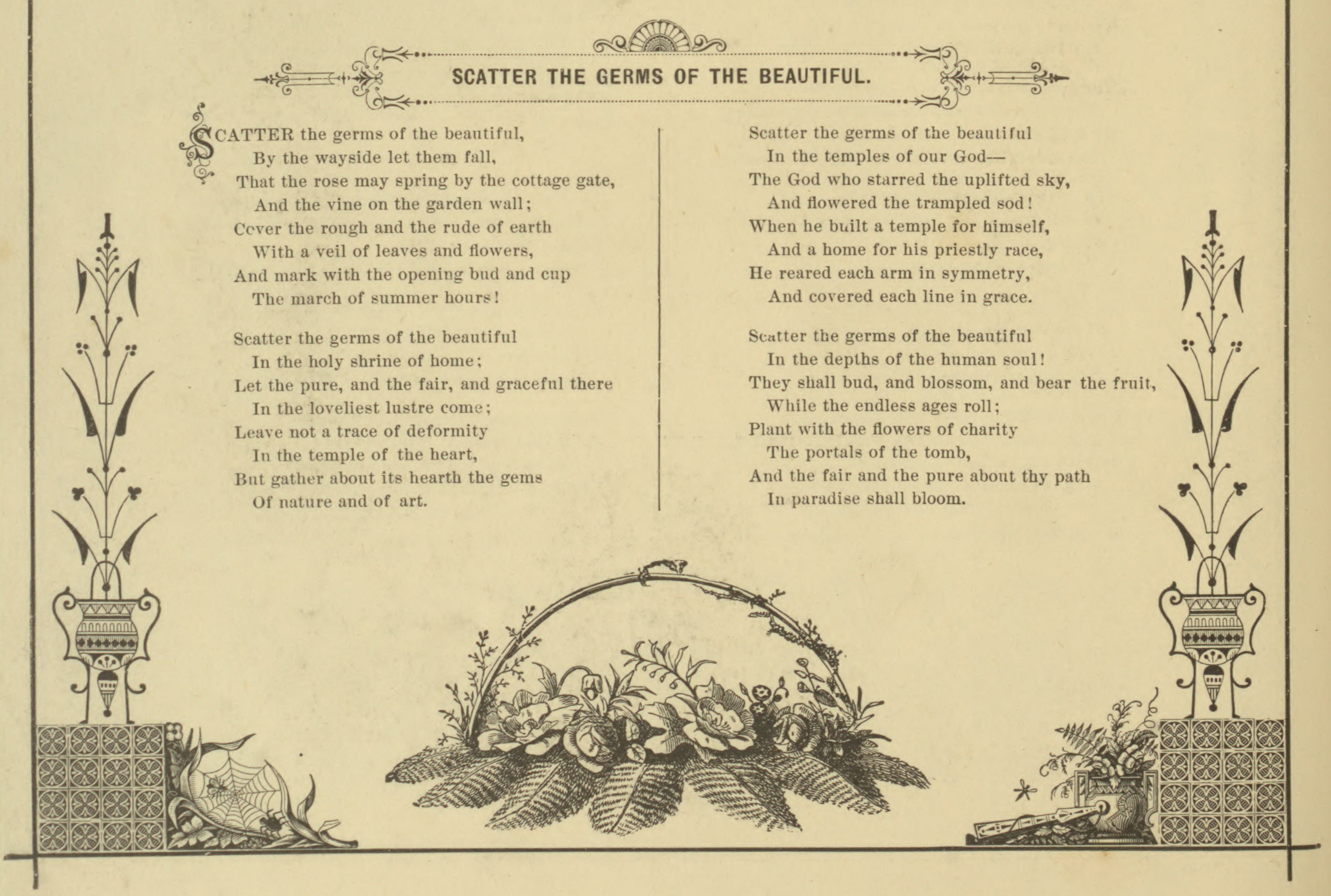
Zetsel van Proza met genereus gebruik van decoratieve dingbats, omstr. 1880

Een dingbat (uit het Engels) is een ornament, karakter of opvulling, dat wordt gebruikt bij letterzetten.
De oorspronkelijk Engelse term stamt vermoedelijk af van de oude metalen zetsels in drukkerijen, waarbij extra ruimte rondom de tekst of illustraties opgevuld werd door middel van dinging het ornament op de open ruimte en vervolgens bating alles strak tezamen in de vorm, klaar om geïnkt te worden.
Dingbats kregen ook hun toepassing in digitale vorm in computers; lettertypes die uit symbolen, vormen of ornamenten bestaan in de plaats van letters en cijfers.
Door een corresponderend letter of cijfer in te geven, verschijnt de dingbat.

## Lettertypen
Voor meer voorbeelden van dingbat lettertypen;
- Wingdings
- Webdings
- Hermann Zapf ontwierp een aantal in zijn lettertype ITC Zapf Dingbats.